# Hùng Hòa
Hùng Hòa là một xã thuộc tỉnh Vĩnh Long, Việt Nam.

## Địa lý
Xã Hùng Hòa có vị trí địa lý:
- Phía nam giáp xã Tập Sơn và Lưu Nghiệp Anh.
- Phía tây giáp xã Tân Hòa.
- Phía bắc giáp các xã Tiểu Cần, Tập Ngãi và Châu Thành.

Xã Hùng Hòa có diện tích 57,51 km², dân số năm 2025 là 28.221 người, mật độ dân số đạt 490 người/km².

## Hành chính
Xã Hùng Hòa được chia thành 8 ấp: Cây Da, Hòa Thành, Hòa Trinh, Kinh, Ông Rùm, Sóc Cầu, Sóc Tràm, Từ Ô.

## Lịch sử
Ngày 11 tháng 3 năm 1977, Hội đồng Chính phủ ban hành Quyết định số 59-CP về việc sáp nhập xã Hùng Hòa thuộc huyện Tiểu Cần mới giải thể vào huyện Trà Cú.
Ngày 29 tháng 9 năm 1981, Hội đồng Bộ trưởng Việt Nam ban hành Quyết định số 98-HĐBT về việc sáp nhập xã Hùng Hòa thuộc huyện Trà Cú về huyện Tiểu Cần mới thành lập quản lý.
Ngày 2 tháng 3 năm 1998, Chính phủ ban hành Nghị định số 13/1998/NĐ-CP về việc thành lập xã Tân Hùng trên cơ sở 1.890,89 ha diện tích tự nhiên và 8.374 nhân khẩu của xã Hùng Hoà.
Sau khi điều chỉnh địa giới hành chính, xã Hùng Hòa có 1.927,91 ha diện tích tự nhiên và 8.164 nhân khẩu.
Ngày 15 tháng 10 năm 2019, HĐND tỉnh Trà Vinh ban hành Nghị quyết số 157/NQ-HĐND về việc:
- Sáp nhập một phần ấp Ông Rùm 1 vào ấp Ông Rùm 2 thành ấp Ông Rùm
- Sáp nhập một phần ấp Từ Ô 1 vào một phần ấp Ông Rùm 1 thành ấp Từ Ô
- Sáp nhập một phần ấp Từ Ô 1 vào ấp Hòa Trinh
- Sáp nhập một phần ấp Từ Ô 2 và một phần ấp Sóc Sáp nhập vào ấp Hòa Thành
- Sáp nhập một phần ấp Cây Da và ấp Sóc Tràm vào một phần ấp Sóc Cầu
- Sáp nhập một phần ấp Sóc Sáp và một phần ấp Sóc Cầu vào một phần ấp Cây Da
- Sáp nhập một phần ấp Từ Ô 2 và một phần ấp Cây Da vào ấp Kinh.

Ngày 16 tháng 6 năm 2025, Ủy ban Thường vụ Quốc hội ban hành Nghị quyết số 1687/NQ-UBTVQH15 về việc sắp xếp các đơn vị hành chính cấp xã của tỉnh Vĩnh Long năm 2025. Theo đó, sắp xếp toàn bộ diện tích tự nhiên, quy mô dân số của các xã Hùng Hòa, Tân Hùng và Ngãi Hùng thành xã mới có tên gọi là xã Hùng Hòa.
Sau khi sáp nhập, xã Hùng Hòa có 57,51 km² diện tích tự nhiên và dân số 28.221 người.